# ويندسور (إلينوي)
ويندسور (بالإنجليزية: Windsor, Mercer County)‏ هي قرية تقع في الولايات المتحدة في مقاطعة ميرسير، إلينوي. يقدر عدد سكانها بـ 720 نسمة .

## الموقع الجغرافي
الموقع الجغرافي للمناطق المحيطة بهذه النقطة هو كالتالي: